# TFIIB
El factor de transcripción II B (TFIIB o GTF2B) es uno de los diversos factores de transcripción generales que conforma el complejo de pre-iniciación de la ARN polimerasa II. Es codificado en humanos por el gen HGNC TFIIB .
El factor de transcripción IIB se localiza en el núcleo celular, donde forma un complejo (el complejo DAB) con los factores de transcripción IID y IIA. Esta proteína sirve como puente entre TFIID, el factor que reconoce inicialmente la secuencia promotora, y la ARN polimerasa II. Está implicada en la selección del sitio de inicio de la transcripción: mutaciones en TFIIB causan un desplazamiento en el sitio de inicio de la transcripción.

## Interacciones
La proteína TFIIB ha demostrado ser capaz de interaccionar con:
- CREBBP[6][7]
- GTF2H4[8]
- Proteína de unión a TATA[8][9]
- POLR2A[8]
- TAF11[8]
- GTF2F1[8][10]
- c-Jun[11]